# Norton (motorfiets)
Norton is een Britse producent van motorfietsen.
Het merk werd opgericht in 1898 en trad in 1953 toe tot Associated Motor Cycles (AMC). Bij het faillissement van AMC in 1966 ging het op in Norton-Villiers, dat in 1972 door de overname van de BSA groep Norton-Villiers-Triumph werd, maar in 1977 ook failliet ging. Omdat er met een dergelijke grote naam goed geld te verdienen valt, zijn er enkele pogingen gedaan het merk opnieuw op de markt te brengen. Intussen is de merknaam na vele omzwervingen weer in Britse handen, en worden er zelfs weer nieuwe Nortons geproduceerd.

## Bedrijfsnamen
De bedrijfsnamen waren:
- 1898-1913: Norton Mfg. Company, Birmingham - Eigenaar: James Lansdowne Norton
- 1913-1953: Norton Motors Ltd., Birmingham - Eigenaar: James Lansdowne Norton, Shelley & Co
- 1953-1966: Norton Motors Ltd., Birmingham - Eigenaar: Associated Motor Cycles, London
- 1966-1972: Norton-Villiers, Andover - Eigenaar: Dennis Poore (Manganese Bronze Holdings)
- 1972-1977: Norton-Villiers-Triumph, Andover - Eigenaar: Dennis Poore (Manganese Bronze Holdings)
- 1978-2008: Andover Norton (International) Ltd - Eigenaar: BSA Regal, vanaf 2007:Joachim Seifert. Produceert en verkoopt reservedelen.
- 1978-1987: Norton Motors (1978) Ltd., Shenstone - Eigenaar: Dennis Poore (Manganese Bronze Holdings)
- 1987-1993: Norton Group PLC, Vancouver - Eigenaar: Philippe LeRoux, vanaf 1991: Midland Bank. Bezat de naamrechten voor het Verenigd Koninkrijk en Noord-Amerika
- 1989-heden: Norton Motors Deutschland - Eigenaar: Joachim Seifert. Bezat de naamrechten voor het Europese Continent tot in 2002, ging daarna samenwerken met Kenny Dreer.
- 1993-1994: Norton Motors (1993) Ltd., Vancouver - Eigenaar: Melrose Investments. Bezat de naamrechten voor het Verenigd Koninkrijk en Noord-Amerika
- 1994-2002: Norton Motorcycles Inc, Vancouver - Eigenaar: Aquilini Investment Group. Bezat de naamrechten voor het Verenigd Koninkrijk en Noord-Amerika
- 1994-heden: Molnar Precision Limited, Preston, England - eigenaar Andy Molnar, heeft de rechten om de Manx racer te produceren
- 1996-2008: Norton Motors Ltd., Andover - Eigenaar: Joachim Seifert. Dochteronderneming van Norton Motors Deutschland, om Britse klanten met wankelmotoren van service en onderdelen te voorzien.
- 2002-2008: Norton Motorsports, Gladstone - Eigenaar: Kenny Dreer. Bezat de naamrechten van Norton wereldwijd.
- 2006-heden: Norton Racing Ltd. - Eigenaar: Stuart Garner. Raceafdeling samen met Brian Crighton opgezet om de 588 cc wankelmotoren opnieuw in races in te zetten.
- 2008-heden: Norton Motorcycles Ltd, Donington Park - Eigenaar: Stuart Garner. Bezit de naamrechten van Norton wereldwijd en produceert nieuwe motorfietsen.
- 2009-heden: Works Racing Motor Cycles Ltd, Stratford-upon-Avon - Eigenaar: Patrick Walker. Produceert verbeterde Norton Manx racers en onderdelen voor klassieke Manx racers. Werkt samen met Norton Motorcycles Ltd.

## Geschiedenis

### Jaren negentig

#### Norton Mfg. Company, Birmingham
The Norton Mfg. Company, Birmingham, was een Engelse fabriek, in 1898 opgericht door James Lansdowne ("Pa") Norton, die destijds bijna 30 jaar oud was. Oorspronkelijk maakte hij kettingen en "fittings and parts for the two-wheel trade" (fietsonderdelen) en een enkel motorfiets-frame. De fabriek was aanvankelijk gevestigd aan Bradford Street in Birmingham.

### Jaren nul

#### Eerste motorfietsen

##### Energette
Na 1902 en een verhuizing naar Bracebridge Street nr. 10 in Birmingham volgden lichte motorfietsen die Norton Energette werden genoemd, maar feitelijk waren het in licentie geproduceerde Clément-frames waarin ook een Clément-snuffelklepmotor was gemonteerd. James Lansdowne Norton had in dat jaar Charles Garrard ontmoet, die voor het Franse merk Clément werkte en bekend zou worden van de Clément-Garrard motorfietsen. Vanaf 1907 werden de Energettes voorzien van Moto-Rêve inbouwmotoren. In 1907 won Rem Fowler de tweecilinderklasse in de eerste TT van Man met een Norton-Peugeot.

##### Big Four 633 cc
In hetzelfde jaar bouwde Norton zijn eerste eigen motorblokken, zowel één- als tweecilinders, allemaal met zijkleppen. Het eerste model was de "Big Four", een 633 cc zijklepper met een lange slag motor (boring × slag 82 × 120 mm). Deze was in eerste instantie bedoeld als zijspantrekker. Net als de Norton 16 H zouden er heel lang machines met deze naam geproduceerd worden, en de ontwikkelingen gingen ook gelijk op. Pas in 1954 ging de "Big Four" uit productie, als laatste zijklepmotor van het merk.

### Jaren tien

#### Bijna failliet

##### 3½ HP en Model 9 TT
In 1911 zette Norton een 490 cc zijklepper in in de 500 cc Senior TT. De machine kwalificeerde zich niet voor de wedstrijd, maar in 1912 won hij de TT op Brooklands, waarbij drie wereldrecords werden gevestigd. Hierna werd een ontwerp met kettingaandrijving en een Sturmey-Archer drievernellingsbak ontwikkeld. Dit was de Norton 3½ HP die in 1912 op de markt kwam. Hiermee was de basis gelegd voor de Norton Model 16, die lange tijd de vlaggendrager van het merk zou zijn. In 1912 verscheen ook het Model 9 TT, een sportversie met hetzelfde blok als de 3½ HP, maar als sportmodel met riemaandrijving in plaats van een ketting en een versnellingsbak.

##### Norton Motors Ltd.
Nadat het bedrijf in 1913 bijna failliet ging, vooral door de grote investeringen in racemotoren, grepen de grootste investeerders Shelley & Co., in. Bob Shelley werd mededirecteur en de naam veranderde in Norton Motors Ltd. Ondanks de financiële problemen én het uitbreken van de Eerste Wereldoorlog bleef Norton zich inspannen om goed te presteren in wedstrijden, en men maakte ook speciale modellen voor sportieve rijders. Norton kreeg tijdens de oorlog geen regeringsopdrachten, maar vanwege het gebrek aan grondstoffen was de productie van motorfietsen voor particulieren verboden. De motorfietsproductie lag dus vrijwel stil. Het Britse Ministerie van Oorlog had echter een order van het Russische leger binnengesleept voor de levering van militaire motorfietsen, waarvan Norton mee profiteerde, net als AJS, BSA en Sunbeam. Norton leverde aan Rusland de Big Four machines als zijspantrekker. Na de oorlog produceerde men vijf typen van de Modellen 16 en Big Four. Vreemd genoeg waren de drie sportieve modellen nog uitgerust met riemaandrijving, voor de liefhebbers van "pure snelheid", terwijl er voor de meer toeristisch ingestelde klanten twee modellen met kettingaandrijving en versnellingen beschikbaar waren.

##### Model 7 BS en 8 BRS
In deze periode werden ook al echte sportieve modellen gemaakt, omgebouwde 3½ HP's, die de extra aanduiding "BS" oftewel "Brooklands Special" kregen, zoals het Model 7 BS (1914-1922) en het Model 8 BRS (Brooklands Road Special, 1914-1922). Deze modellen werden geleverd met een certificaat omdat het blok op het Brooklands Circuit een gegarandeerde snelheid had gehaald: voor de BRS modellen was dat 65 mijl per uur (104,6 km/h) en voor de BS modellen zelfs 70 mijl per uur (112,7 km/h). De sportmodellen hadden tot 1919 allemaal riemaandrijving, waarschijnlijk omdat de riemen indertijd simpelweg nog sterker waren dan de aandrijfkettingen. Bovendien was er in die tijd nogal wat discussie over het nut van koppelingen en versnellingsbakken, die vaak als "ballast" werden afgedaan.

##### Model 16
In 1919 werd uit de 3½ HP het Model 16 ontwikkeld. Deze motorfiets werd geleverd met een Sturmey-Archer versnellingsbak en kettingaandrijving. Het model dreef gedeeltelijk op de racesuccessen uit het verleden, maar werd toch de motor voor de "gewone man". Toch zou dit model een enorm succes worden. Tot halverwege de jaren vijftig zouden opgewaardeerde en gemodificeerde motorfietsen met deze modelnaam geleverd worden. In hetzelfde jaar kregen alle Norton motorfietsen kettingaandrijving. De reclameslogan "The Unapproachable Norton" werd gelanceerd, en deze bijnaam zou het merk zijn hele bestaansgeschiedenis houden.

##### "Curly N" logo
Tot 1914 was het Norton logo getekend met kapitalen in art-decostijl, maar vanaf 1915 verscheen een nieuw logo, dat door James Norton samen met zijn dochter Ethel was getekend en bekend werd als het "Curly N" logo. Dit logo wordt nog steeds gebruikt.

### Jaren twintig

#### Sportsuccessen en kopklepmotoren

##### Model 16H en 16C
Vanaf 1921 werden ook motorfietsen geproduceerd voor de Britse koloniën. Dit waren verstevigde versies van de normale modellen, als eerste de Norton Model 16, die vanaf dat moment als 16H (Home) en 16C (Colonial) te koop was. De 16H zou later, als motorfiets voor praktisch gebruik een beetje bleek afstekend tegen de vele sportievere modellen, de bijnaam "Poor man's Norton" krijgen.

##### Model 18
In 1923 verscheen de eerste Norton met kopklepmotor, het Model 18. De motor was duidelijk gebaseerd op het Model 16, met hetzelfde carter en dezelfde boring/slagverhouding van 79×100 mm, maar uiteraard een andere cilinderkop, kopkleppen en stoterstangen.

##### Overlijden van "Pa" Norton
Al in 1922 was bij John Lansdowne Norton darmkanker vastgesteld, waaraan hij in 1925 overleed.

##### Brooklands Special
Bob Shelleys zwager Dan "Wizard" O'Donovan ontwikkelde op Brooklands de 490 cc-Brooklands Special (of BS), de eerste productieracer ter wereld, voorzien van het "Old Miracle" frame. In 1928 kregen de Norton-modellen een dubbele uitlaatpijp met spiraalvormige demperplaatjes.

##### Model 19
In 1924 won Alec Bennett de Senior TT (tot 500 cc) met het Model 18. Ook de GP's van België en Frankrijk werden gewonnen, en bovendien werd het Britse uurrecord met 87,07 mijl (140,1 km) op naam van Norton gezet. George Tucker won de Sidecar TT met een 588 cc-versie van het Model 18. Door dit motorblok, met een boring/slagverhouding van 79 × 120 mm, in het rijwielgedeelte van het Model 18 te bouwen, ontstond het 588 cc Model 19.

##### CS1, CJ1 en Model 25 TT Replica
In 1927 ontwierp Walter Moore de Norton CS1, een sportmotor die waarschijnlijk gelijktijdig ontwikkeld werd met de ES2, een stoterstangen kopklepper. Beide modellen deelden een groot aantal onderdelen, maar hadden een andere klepbediening. De CS1 kreeg zijn naam van de bovenliggende nokkenas: Camshaft Senior (Model) 1. Hij was ontwikkeld voor de Senior (500 cc) klasse in de TT van Man. De enkele bovenliggende nokkenas werd aangedreven door een koningsas. De machine kreeg een nieuw enkel wiegframe met een close ratio versnellingsbak, 20 cm (8 inch) trommelremmen, een Amal TT-carburateur, een Lucas racemagneet en een 11 liter tank. De race-Nortons zouden de komende twintig jaar gebaseerd worden op deze motorfiets, de koningsasaandrijving van de nokkenas zou zelfs tot in de jaren zeventig toegepast worden. Alec Bennett won de eerste race op deze machine (de TT van 1927), terwijl de snelste ronde werd gereden door Stanley Woods, die uitviel. In 1928 won de privérijder Tim Hunt de Amateur TT en zette een nieuw TT record. Opmerkelijk genoeg won hij met dezelfde machine een gouden medaille in de Scottish Six Days Trial, een terreinwedstrijd. Dat was maar goed ook, want 1928 en 1929 waren slechte racejaren voor het Norton fabrieksteam. Walter Moore had een nieuwe cilinderkop ontwikkeld, waarmee grote problemen ontstonden. In 1929 wist men alleen de Spaanse Grand Prix te winnen. In 1928 verscheen ook een Junior (350 cc) versie van de CS1, die uiteraard CJ1 (Camshaft Junior (Model) 1) ging heten. De eerste, door Moore ontwikkelde modellen kregen de bijnaam "Cricket Bat", vanwege de vorm van het rechter carterdeel en de behuizing van de koningsas, die samen op een slaghout leken. In 1927 verscheen ook het model 25 "TT Replica", een 588 cc productieracer met stoterstangen en een Sturmey Archer versnellingsbak zonder kickstarter (vanwege de duwstart in races).

##### ES2 en EJ
De ES2 kreeg volgens sommige bronnen zijn naam van de prijs en de aanduiding "Sport" ("Extra cost Sports"), maar meer waarschijnlijk duidt de typeaanduiding op de ingesloten terugtrekveren van de kleppen ("Enclosed Springs"). Voor de sportmodellen werden immers de aanduidingen BS (Brooklands Special) en BRS (Brooklands Road Special) gebruikt. Nadat de 350 cc Norton CJ1 racer was verschenen, kwam er in 1929 ook een straatversie, die Norton EJ ging heten.

### Jaren dertig
| Een zeldzaamheid is deze Sprint Special uit 1930. Let op het kleine tankje: benzine voor een kwart mijl... |
| Norton Big Four (633 cc) uit 1933                                                                          |
| Norton Model 50 uit 1936                                                                                   |
| De 16H in 1938                                                                                             |

#### Raceteam als oorlogsproducent
Rond 1929 was constructeur Walter Moore naar NSU vertrokken. De NSU's gingen vanaf dat moment sterk op Nortons lijken en kregen in Groot-Brittannië de spotnaam "Norton Spares Used". Arthur Carroll ontwikkelde een nieuwe versie van de CS1, waarmee enorme successen werden behaald. In maart 1931 haalden Joe Craig en Tim Hunt op Pendine Sands een topsnelheid van 189,9 km/h. Zowel in de Junior als de Senior TT bezetten Norton CS1's de eerste vijf plaatsen. Tim Hunt werd de eerste motorcoureur die twee TT races in één week won. Van de negen TT's in de jaren dertig won Norton er zeven en het merk kreeg een grote naam op het gebied van motorsport.

##### Model 20 en 22
In 1930 verscheen het Model 20. Dit was een "two port" (twee uitlaatpoorten) versie van het kopklepmodel 18. Het Model 20 bleef tot 1939 in productie. Er kwam ook een tweepoortsversie van de ES2, die Model 22 genoemd werd en slechts tot in 1931 geproduceerd werd.

##### International Model 30 en 40
De naam "International" werd in 1926 voor het eerst toegevoegd aan het 588 cc Model 25 TT Replica. In hetzelfde jaar ontwikkelde Arthur Carroll onder supervisie van Joe Craig echter een nieuwe 500 cc-racemachine met een bovenliggende nokkenas die zoals bij de CS1 werd aangedreven door een koningsas. Deze Model 30 International was een echte fabrieksracer, met snelsluitingen om de wielen te wisselen en haarspeldveren op de kleppen, die ook snel, zelfs tijdens de race, te vervangen waren. De 350 cc-uitvoering kreeg de naam International Model 40. In 1933 werden de voorvork en de versnellingsbak herzien en in 1934, toen Norton de productierechten van Sturmey-Archer kocht en overdroeg aan Burman, werd de versnellingsbak logischerwijze een Burman. Deze versnellingsbakken voldeden uitstekend en bleven innerlijk 30 jaar ongewijzigd, terwijl de uiterlijke verschijning aan de tijd werd aangepast. In 1936 kreeg de machine een aluminium cilinderkop en verbrandingsruimte met een bronzen voering. Vanaf 1938 werd plunjervering toegepast. Met het uitbreken van de Tweede Wereldoorlog werd de productie tijdelijk beëindigd. Er werd immers ook nauwelijks geracet. Vanaf 1932 werden op basis van de International modellen ook gewone straatmotoren gebouwd, die echter wél voorzien waren van een Amal TT-carburateur, een racemagneet en een close ratio versnellingsbak.

##### Model 50 OHV en 55
In 1933 verscheen een nieuwe toermotorfiets, het door Edgar Franks ontworpen 350 cc Model 50 OHV. Dit was een kopklepmotor met stoterstangen, die leek op het Model 18. Tegelijk verscheen een sportmodel, de twin port 350 cc Model 55. De productie van beide modellen eindigde in 1939 bij het uitbreken van de Tweede Wereldoorlog, maar die van het Model 50 OHV ging vanaf 1955 weer verder.

##### Sturmey-Archer
In 1934, toen Sturmey-Archer de productie van versnellingsbakken en koppelingen beëindigde, kocht Norton de productierechten en liet ze verder produceren bij Burman and Sons Ltd.

##### WD 16H en WD Big Four
In 1932 waren enkele Norton modellen (Model 16H, Model 18 en Model 19) samen met modellen van andere fabrikanten getest door het Britse leger waarbij de uitslag toen in het voordeel van een BSA uit viel. In 1935 werd door het Mechanisation Experimental Establishment (MEE) (onderdeel van het War Office) een nieuwe proef gehouden waarbij motorfietsen van verschillende merken zoals Ariel, BSA, Royal Enfield, Matchless, New Imperial, Norton and Triumph  werden beoordeeld op geschiktheid voor gebruik door het leger. Norton construeerde hiervoor een quasi trials model 16H met een verhoogd frame, achter rekje, sport banden, kilometerteller, elektrische installatie en in een groene kleur. Het model kreeg de naam WD16H, waarbij WD stond voor "War Department". Uit de testen kwam de Norton als superieur naar voren en vanaf 1936 werden er jaarlijks orders geplaatst. De machine werd gebruikt voor ordonnancediensten, rijopleiding, verkenningen, konvooibegeleiding en als escortemotor. Aanvankelijk werden ze in Deep Bronze Green geleverd. Vanaf eind 1938 werd materieel in Khaki Green geleverd, totdat  de gele kleurstof aanvoer stokte en men in 1942 over moest gaan op Dark Earth. Vanaf half 1944 werd Olive Green geïntroduceerd in lijn met de vloed aan Amerikaanse materialen en voertuigen. Tot september 1939 werden motorfietsen voor de Royal Air Force in "RAF Blue" geleverd, waarna deze ook in de standaard en beschikbare kleur Khaki Green en zijn opvolgers werden uitgeleverd. Een aantal machines werd in het Midden-Oosten in woestijncamouflage gespoten en ingezet in Palestina en in de Noord-Afrikaanse Veldtocht. 
In 1938 trok het bedrijf zich terug uit de wedstrijdsport, mede omdat het raceteam meewerkte aan de ontwikkeling van de WD Big Four voor zijspangebruik welke in de race afdeling to wasdom en productie kwam. De WD Big Four was een zijspancombinatie met een aangedreven zijspanwiel. Deze motorfiets had, net als de WD16H, geen achtervering, maar het zijspan rustte op vier bladveren en had twee wrijvingsdempers. Het zijspanwiel werd door een aandrijfas vanaf het achterwiel, via een "dog clutch" aangedreven. Het zijspan kon worden uitgerust met een Brengun. Een aantal combinaties werd in plaats van een zitting voor een bijrijder voorzien van een afsluitbare bak voor vervoer van materialen en onderdelen, en bij de RAF ook gebruikt op vliegvelden voor het vervoeren van vliegtuig camera's voor en na een verkennings of bombardements vlucht. Vanaf 1942 werden de zijspancombinaties langzamerhand vervangen door de Willys MB Jeep.
Vanaf september 1939 stopte de productie van de civiele motorfietsen en werd de volledig capaciteit gebruikt voor het produceren van militaire motorfietsen. 

##### Manx prototype
Joe Craig ontwikkelde uit de International (met een enkele bovenliggende nokkenas) al in 1937 de eerste Norton Manx, een 500 cc-model met dubbele bovenliggende nokkenassen. In 1938 werd de machine geperfectioneerd, maar door het uitbreken van de oorlog werd de introductie uitgesteld.

### Jaren veertig

##### Tweede Wereldoorlog
Gedurende de Tweede Wereldoorlog produceerde Norton ongeveer een kwart van de in totaal 400.000 Britse militaire motorfietsen.

##### Model 16H en 18
De productie van civiele fietsen werd weer opgepakt vanaf september 1945, net als andere fabrikanten teruggrijpend op de modellen van vóór de oorlog. Feitelijk ging het Britse Ministerie van Oorlog het bedrijf concurrentie aan doen door zijn overtollige militaire WD Big Fours en WD 16H's aan buitenlandse regeringen te verkopen. Zo kwamen deze terecht in Nederlandse, Belgische, Deense, Griekse en Noorse krijgsdienst. Ook werden ze verkocht aan Norton dealers die ze ombouwden en overspoten om als "civiele" motorfiets dienst te doen. Direct na de oorlog waren de Modellen 16H en 18 de hoofdproducten voor 1946. Deze hadden nog wel de 1939 girdervork, maar de koplamp werd nu door 4 strips op zijn plaats gehouden in plaats van de koetsverlichting van voorheen. In 1947 werden ze voorzien van de nieuwe Roadholder-voorvork. De versnellingsbak kreeg een nieuw deksel die het schakelmechanisme omsloot. Geleidelijk werd de productie uitgebreid en volgden ook nieuwe modellen en uitvoeringen.

##### Manx 30M en 40M
In 1946 verscheen eindelijk een van de bekendste Norton-racemotoren op de circuits. De Norton 30M, die bekend zou worden als "Norton Manx", was een 500 cc-racemotor met dubbele bovenliggende nokkenassen, aangedreven door een koningsas. Joe Craig had de machine ontwikkeld uit de International Model 30 (vandaar de officiële naam M30). De 350 cc-versie kreeg de naam M40. Vanaf 1951 kregen de Manx-racers het door de gebroeders McCandless ontwikkelde Featherbed frame.

##### Big Four 596cc, ES2
In 1947 werd de Big Four herzien, waarbij de slag van 120 mm tot 113 mm werd verkort, waardoor de cilinderinhoud kleiner werd: 596 cc. Ook de ES2 werd vernieuwd en kreeg de teledraulic voorvork en plunjer-achtervering.

##### 500T
Vanaf 1948 leverde Norton een trialmotor, de 500T, die was voorzien van het stoterstangenblok dat ook in de ES2 en het Model 18 was gebruikt, gecombineerd met het diamond frame van het Model 16H. De machine had een aluminium cilinder en cilinderkop en ook bij het rijwielgedeelte was veel lichtmetaal gebruikt om gewicht te sparen, zodat de machine slechts 136 kg woog. Aanvankelijk werd nog een hooggeplaatste uitlaat gebruikt, maar vanaf eind 1949 was een lager systeem toegepast. De machine ging in 1954 weer uit productie.

##### Model 7 (Norton Seven)
Eind 1948 verscheen een nieuw Model 7, dat later bekend zou worden als de Norton Dominator. Het was een 500 cc stoterstangen- paralleltwin, met een frame dat was afgeleid van de ES2 eencilinder, met een teledraulic voorvork. Aanvankelijk had de machine een stijf achterframe, later werd - tot 1953 - plunjer-achtervering toegepast. De machine was ontworpen door Bert Hopwood, die in 1947 en 1948 voor Norton had gewerkt maar daarna naar BSA was gegaan. Hopwood had veel ervaring met paralleltwins en had samen met Edward Turner de Triumph Speed Twins ontwikkeld. Hij verhielp een typisch Triumph-probleem, de oververhitting van de cilinderkop, door de uitlaatpoorten ver uit elkaar te plaatsen. De schuin weglopende uitlaten zouden dan ook een kenmerkend verschil tussen de Triumphs en de Nortons worden. Toch waren er meer: de Norton had zijn laagliggende nokkenas vóór in het carter, terwijl Triumph er twee (voor en achter) had. De enkele nokkenas van Hopwood was aanmerkelijk stiller. De krukas wilde Hopwood het liefst van de Triumph kopiëren, maar deze driedelige krukas was gepatenteerd. Hopwood omzeilde het patent door een Vauxhall krukas uit 1922 te kopiëren, die vrijwel identiek was. Toen Hopwood nog bij Norton werkte weigerde de directie het model op de markt te brengen, waarschijnlijk gedwongen door de financiële situatie in combinatie met het verouderderde machinepark, maar na zijn vertrek gebeurde het alsnog. Een tamelijk unieke versie werd in 1953 geproduceerd, toen het model een swingarm achtervork kreeg. Dit model verdween feitelijk binnen het jaar, want in 1954 kregen in navolging van de 600 cc-modellen ook de 500 cc Dominators het featherbed frame. De machine bleek een belangrijk model voor Norton te worden, en bleef tot in de jaren zestig te koop. Het blok hield het in licht gewijzigde vorm in de Atlas- en Commando modellen zelfs vol tot in de jaren zeventig.
In de wegraces ging het minder voorspoedig. In eigen land (de TT van Man) wonnen de eencilinder Nortons van 1947 tot 1954 elk jaar, maar internationaal hadden de machines grote concurrentie van de multicilinders uit Italië en van AJS. Bij het eerste wereldkampioenschap wegrace in 1949 werd Norton slechts vijfde. De strijd werd in eerste instantie aangegaan met de voorloorlogse modellen International Model 30 en International Model 40 waarvan, waarschijnlijk nog vanwege materiaalschaarste, de aluminium cilinderkoppen weer waren vervangen door gietijzeren exemplaren, zoals die op de CS1 en CJ1 gebruikt waren. Wel werd al snel de nieuwe Roadholder voorvork toegepast. Er kwamen ook clubman uitvoeringen, zonder verlichting en uitlaatdempers, om als productieracer ingezet te worden. Al vanaf 1947 werden close ratio-versnellingsbakken standaard ingebouwd.

### Jaren vijftig
| Norton Manx M30 (500 cc) uit 1952 |
| De Jubilee uit 1958, voor 10.000 pond verguld ter gelegenheid van het 60-jarig jubileum. Meer gangbaar waren exemplaren in groen-wit, blauw-wit en rood-wit |

#### Featherbed Nortons en AMC

##### Model 77
In de jaren vijftig werd dezelfde naam voor twee totaal verschillende modellen gebruikt. Het eerste Model 77 was een spaarversie van het Model 7, zonder achtervering. Het werd vanaf 1950 uitsluitend voor de Australische markt geproduceerd en er werden slechts enkele honderden exemplaren gebouwd. De motor was de 500 cc stoterstangentwin van de Dominator Model 7, het rijwielgedeelte grotendeels dat van het Model 18. Het tweede Model 77 verscheen in 1956.

##### Featherbed frame
Tijdens de Tweede Wereldoorlog hadden de gebroeders Rex en Cromie McCandless een eigen motorfiets gebouwd, waarvan het frame uitstekende kwaliteiten bleek te hebben. Na het debacle van 1949 kocht Norton het ontwerp voor hun Norton Manx racers. Deze machines werden ingezet door fabrieksrijders als Geoff Duke, John Surtees en Derek Minter. Vanaf 1951 werd het Featherbed frame op alle Manx modellen toegepast, vanaf 1953 ook op de normale motorfietsen. Het featherbed frame was immens populair. Al vóór de introductie op wegmotoren vroegen klanten erom, maar de frames werden geproduceerd door Reynolds Tubes Ltd. Dit bedrijf kon maar 70 frames per week produceren.

##### Model 88 en Model 88 De Luxe
Het Model 7, dat al in 1949 was geïntroduceerd, werd doorontwikkeld tot de Dominator Model 88, met het featherbed frame. Dit model had te lijden onder olielekkages bij de primaire aandrijving en ook onder de gebrekkige kwaliteitscontrole bij Norton in die tijd. De machine kwam in 1953 op de markt. Er werden wekelijks 200 exemplaren geproduceerd. Het Model 88 De Luxe verscheen in 1951, alleen voor de Amerikaanse markt.

##### Associated Motor Cycles
In 1953 trad Norton toe tot de AMC groep. De jaren vijftig waren aanvankelijk erg succesvol voor het merk Norton. De machines werden sterk verbeterd, onder andere in wegraces met de beroemde Norton Manx modellen, die voorzien waren van een roadholder fork gecombineerd met het door de gebroeders McCandless ontwikkelde featherbed frame, dat vanaf 1953
ook op de straatmodellen werd toegepast. Halverwege de jaren vijftig werden de Nortons in internationale wegraces echter van de kaart geveegd door de concurrentie, met name de Italiaanse viercilinders van Gilera en MV Agusta. Norton trok zijn fabrieksteam in 1955 terug uit de internationale competitie. De Manx Nortons bleven echter nog jarenlang populair onder privérijders en in Britse Nationale kampioenschappen. Met de AMC groep ging het slecht, hoewel Norton en Francis-Barnett nog winst maakten, was dat met de andere merken die tot de groep behoorden, James, Matchless, AJS en Indian niet zo.

##### Model 19S en 19R
In 1954 ging de Big Four uit productie, waarmee de laatste Norton met zijklepmotor verdween. Als zijspantrekker werd de Big Four opgevolgd door het Model 19, een 596 cc kopklepper die in twee uitvoeringen werd verkocht vanaf 1955: Model 19R ("Rigid", zonder achtervering) en Model 19S ("Swing arm", met achtervering).

##### Model 50
De productie van het Model 50 was bij het uitbreken van de Tweede Wereldoorlog gestaakt, maar werd in 1955 weer opgepakt. Dit 350 cc-model werd bijzonder populair vanwege zijn zuinigheid en betrouwbaarheid. Toen deze machine in 1959 werd uitgerust met het Featherbed Frame werd het model regelmatig slachtoffer van kannibalisatie: het frame was zó populair dat het werd gebruikt om hybrides te bouwen, met name Tritons en soms Norvins. Het Model 50 ging in 1963 uit productie.

##### Model 99 en nieuw Model 77
In 1956 verscheen een 600 cc-versie van de Dominator 88 paralleltwin: de Dominator 99. Deze machine zou tot 1962 geproduceerd worden. De machine leverde 31 pk en was uiteraard uitgerust met het Featherbed frame. Het nieuwe Model 77 had dezelfde motor, maar een ander, enkel wiegframe en was bestemd voor zijspangebruik. Dit model werd slechts één jaar geproduceerd.

##### Jubilee
Eind jaren vijftig had Soichiro Honda zijn droom verwezenlijkt. Hij zette de 250 en 305 cc Honda "Dream" modellen op de markt. Deze staande twins met bovenliggende nokkenas sloegen in Europa goed aan. Bovendien waren ze door hun plaatframes goedkoop te produceren en dus ook goedkoop in aanschaf. De Britse motorindustrie, die inmiddels bestond uit twee concerns: Associated Motor Cycles en de BSA groep, reageerde nauwelijks. De BSA groep leverde een aantal lichte eencilinders en Norton de 250 cc Jubilee. De AMC-merken James en Francis-Barnett bouwden identieke 250 cc-modellen, die technisch ook niet in de schaduw van de Honda's konden staan. De naam van de in 1958 gelanceerde Jubilee was ontleend aan het zestigjarig bestaan van het bedrijf. De Jubilee was voor het merk een bijzondere motorfiets, de lichtste Norton die ooit was geproduceerd en de eerste unit construction Norton. Het was dan ook een 249 cc paralleltwin die bedoeld was voor leerling-motorrijders. Uiteraard was de motor een nieuw ontwerp. Bert Hopwood was er verantwoordelijk voor. De machine had een boring/slagverhouding van 60 × 44mm en een centraal vliegwiel (tussen de beide drijfstangen). Om het vermogen van 16 pk te bereiken moest dit machientje veel toeren maken. In eerste instantie leed het ontwerp aan olielekkage en onbetrouwbaarheid. Nadat Hopwood de krukas opnieuw had ontworpen werd de betrouwbaarheid groter. Het frame en de versnellingsbak waren verouderde AMC-exemplaren. Remmen, voorvork en wielen kwamen van Francis-Barnett. Het oorspronkelijke model werd ook wel "De Luxe" genoemd en was ruim voorzien van plaatstaal, zowel bij het grote voorspatbord als het grotendeels omsloten achterwiel. In 1961 verscheen het "Standard" model dat wat sportiever was. De productie eindigde in 1966, terwijl ze in 1963 verplaatst was van Bracebridge Street naar Woolwich. Als de Jubilee al een antwoord op de Honda Dreams moest zijn, was het in elk geval niet duidelijk genoeg.

##### N15 Nomad
Speciaal voor de Amerikaanse markt bouwde Norton in 1958 op basis van de motor van de Dominator 99 en een van het enkele wiegframe van het Model 77 af geleid frame de 600 cc N15 Nomad. Dit was een offroadmotor die bestemd was voor de "Desert Races" aan de Amerikaanse Westkust. Met zijn 181 kg was de machine wel "a handful" voor zijn berijder. De machine had wel al de grotere kleppen die de andere Dominators pas in 1959 kregen. Tussen 1958 en 1960 werden ongeveer 238 Nomads geproduceerd, waarvan er 38 waren voorzien van 500cc-motoren. In 1967 verscheen het model opnieuw, in 750cc-versie. (P11)

### Jaren zestig

#### Teloorgang van AMC

##### Navigator
In 1960 lanceerde Norton een 350 cc-versie van de Jubilee, die de naam Navigator kreeg. Het frame werd verstevigd omdat de Navigator 22 pk leverde. De machine kwam net als de Jubilee in twee versies: De Luxe en Standard. Toen de productie in 1963 werd verplaatst naar Woolwich verdween de De Luxe uit beeld, maar de Standard bleef tot het ineenstorten van het AMC-concern in productie.

##### Manxman 650
In 1960 werd het featherbed frame doorontwikkeld tot het slimline frame, waarvan de bovenbuizen dichter bij elkaar stonden en het frame aan de bovenkant dus "slanker" werd. Het motorblok van de Dominator 99SS werd op 650 cc gebracht, in dit Slimline frame gehangen en in eerste instantie werd van eind 1960 tot september 1961 een kleine gelimiteerde serie machines uitsluitend voor de Amerikaanse markt geproduceerd. De Amerikaanse markt was uitermate belangrijk voor de Britse merken, omdat er weinig concurrentie was. Harley-Davidson leverde weliswaar de Sportster, maar die werd niet als serieus sportmodel beschouwd. Norton ging waarschijnlijk de concurrentie aan met de Triumph T120 Bonneville, die al in 1958 was verschenen en de BSA A10 Super Rocket (vanaf1957). Het model kreeg de naam "Manxman 650". De machine haalde 190 kilometer per uur.

##### 650 SS
Vanaf september 1961 werd de productie van de 600 cc Dominators beëindigd, evenals die van de 650 Manxman. Men bracht de 650SS (Dominator) uit, die erg goed werd ontvangen en werd beschouwd als de beste Norton Dominator. De SS (Super Sport) had twee Amal-carburateurs en liep 15 kilometer per huur harder dan een Triumph Bonneville.

##### Domiracer
Bert Hopwood was in 1957 overgekomen van de BSA groep, waarin ook Triumph vertegenwoordigd was, en hij bracht de ingenieur Doug Hele mee. Hopwood was de stamvader van de Dominators en zowel hijzelf als Hele hadden veel ervaring met paralleltwins opgebouwd. Het was dan ook niet verwonderlijk dat ze samen, toen de glorietijd van de eencilinderracers allang voorbij was, aan een tweecilinderracer gingen werken. Begin jaren zestig zette het Norton fabrieksteam 500 cc-versies van de Dominator in wedstrijden in. Voor de ontwikkeling van hele nieuwe motoren was geen geld. De Manx eencilinders waren echter als pure racer ontwikkeld en gebouwd, met bovenliggende nokkenassen in plaats van stoterstangen. Hoewel de Domiracers niet veel minder vermogen ontwikkelden en ook nog wat lichter en lager waren dan de Manx racers, konden ze er toch niet aan tippen. In nationale wedstrijden werden kleine successen behaald in 1960 en 1961. In 1962, toen de sportafdeling in Bracebridge Street gesloten werd, werden alle Domiracers inclusief onderdelen verkocht aan Paul Dunstall, die zelf als 18-jarige in 1957 al Dominators had omgebouwd tot racemotor. Hij ging onder eigen naam Dunstall-Nortons produceren en verkopen.

##### 750 SS, Atlas en Atlas Scrambler
De Norton Atlas werd begin jaren zestig gepresenteerd als 750 SS. Het was uiteraard een opgeboorde Dominator, en net als de Manxman 650 voor de Amerikaanse markt bestemd. Hij deed de naam "SS" echter geen eer aan, en kreeg al snel de nieuwe naam "Atlas". Het was dan ook een echte toermotorfiets, met, om aan de Amerikaanse smaak te voldoen, een tamelijk hoog stuur en veel chroom. De prestaties (55 pk) waren eerder behoudend en de machine had dan ook slechts één carburateur. Aanvankelijk was er een 6 volt installatie aan boord, maar in 1964 kreeg de machine een 12 volt installatie en twee carburateurs. Het nieuwe slimline frame was ook hier toegepast. De compressie moest worden verlaagd omdat de machine een groot probleem aan de dag legde: enorme motortrillingen, die pas opgelost werden toen de Norton Commando met het Isolastic frame op de markt kwam. De Atlas Scrambler was een terreinmotor die uiteraard op de Atlas gebaseerd was en eigenlijk een vroege zware allroad was.

##### Model 50 Mk 2 en ES2 Mk 2
In de jaren zestig richtte Norton zich met de steeds zwaarder wordende Dominator-, Atlas- en Commando paralleltwins steeds meer op de Amerikaanse markt. In de lichte categorie waren de Jubilee en de Navigator (eveneens paralleltwins) leverbaar, maar de eencilinders begonnen ernstig te verouderen. Waarschijnlijk was er toch enige vraag naar, want zowel de 500 cc ES2 als de 350 cc Model 50 werden in 1964 vervangen door nieuwe Mk2 versies, die in 1966, bij de overgang van AMC naar Norton-Villiers, sneuvelden.

##### P10 Prototype
In 1965 deed Norton een poging een geheel nieuwe motor te ontwikkelen. De fabriek in Woolwich kreeg van AMC de opdracht en Charles Udall, die vroeger als constructeur voor Velocette had gewerkt, werd projectleider. Het P10 ("Project 10") prototype had weliswaar een paralleltwin blok, maar nu vergroot tot 800 cc en uitgevoerd met dubbele bovenliggende nokkenassen. De aanduiding P10 was een "werknummer", en niet voorzien als naam van de motorfiets, die de beoogde opvolger van de Atlas was. Waarschijnlijk had men ook geprobeerd iets te doen aan de motortrillingen die de Atlas kwelden. Het nieuw ontwikkelde frame werd in elk geval in gewijzigde vorm gebruikt bij de latere Commando modellen en was al voorzien van een "trillingvrije ophanging" van het motorblok, maar of dit al het latere Isolastic systeem was is niet bekend. Helaas ontstonden er grote problemen met de enorm lange nokkenasketting, die via drie pijpjes, voorzien van anti-frictiemateriaal, over de nokkenassen liep en inwendig ook nog de dynamo moest aandrijven. Deze ketting brak regelmatig, met grote motorschade als gevolg. Samen met de primaire aandrijfketting werd het bovendien een behoorlijk gerammel en leverde het juist extra trillingen op. De AMC directie verbood uit kostenoverwegingen de verdere ontwikkeling en de machine kwam het prototypestadium dus niet te boven.

##### Norton-Villiers
Halverwege de jaren zestig was de hele AMC groep een zieltogend bedrijf geworden, dat in Europa grote concurrentie ondervond van merken als BMW en Moto Guzzi. Daar kwam nog de concurrentie uit eigen huis bij: binnen AMC moesten AJS en Matchless uit dezelfde ruif van zware tweecilinders eten, en daar kwam nog de binnenlandse strijd met de BSA groep bij, met uiteraard BSA's en de zeer populaire Triumph Bonnevilles. Bovendien waren de Japanners, met name Honda met zijn CB 450 "Black Bomber" al binnengedrongen in een klasse die toen nog als "zwaar" bestempeld werd. AMC ging nu op grote schaal badge-engineering toepassen. Frames en motorblokken werden naar hartenlust uitgewisseld tussen de AJS-, Matchless- en Norton modellen. In 1966 begonnen investeerders weg te lopen en ging de AMC groep failliet. Ze werd overgenomen door de miljonair Dennis Poore (Manganese Bronze Holdings). Deze was al eigenaar van Villiers en door de samenvoeging met Norton ontstond Norton-Villiers. Poore moest uiteraard reorganiseren en trok meteen de stekker uit alle eencilindermodellen van het voormalige AMC-concern. Om de Amerikaanse markt te plezieren werd voortgeborduurd op zware tweecilindermotorfietsen van zowel AJS, Matchless als Norton, die allemaal op elkaar leken en waarin het 750 cc Atlasblok de hoofdrol vervulde.

##### P11, P11A, P11 Ranger en P11 Ranger 750
Na het mislukken van het P10 project besloot men vooral de Norton Atlas motor verder te ontwikkelen. De P11 was voorzien van het Atlas blok en een lichtgewicht Matchless G85 CS-frame. Het was in feite een offroad motorfiets, voor de Amerikaanse markt ontwikkeld door de Californische dealer Bob Blair, wellicht op verzoek van de Amerikaanse importeur. De machine kreeg een lichtgewicht aluminium tank en twee Amal Concentric carburateurs. Men wilde de machine "Cheetah 45" noemen, waarbij "Cheetah" verwees naar de snelheid en terreinvaardigheid, en "45" naar de cilinderinhoud van 45 kubieke inch (750 cc). De naam bleef echter P11 en de machine werd in Woolwich in productie genomen en geproduceerd met bestaande (reserve)onderdelen. De machine werd tamelijk populair en de vraag oversteeg het aanbod. Norton had met de constructie van de P11 bovendien winst geboekt op het gebied van gewichtsbesparing en weggedrag. Norton ontwikkelde de machine in 1968 verder, aanvankelijk met de "werknaam" P11A, maar hij werd in de markt gezet als "Norton Ranger". De Ranger was comfortabeler dan de P11, en meer gericht op de verharde weg. Omdat de machines nog steeds gebouwd werden uit onderdelen die bij Norton-Villiers op het schap lagen, wijzigde het uiterlijk nog weleens. Er werd simpelweg gebouwd met wat er nog over was. Zo kregen de machines verschillende olie- en brandstoftanks en verschillende sturen, voorvorken en zelfs frames, uitlaten en cilinderkoppen (de laatste versies afkomstig van de inmiddels geïntroduceerde Norton Commando). In 1969 werd de productie van de Ranger, door de toenemende populariteit van de Commando, beëindigd. In het laatste jaar heette hij P11 Ranger 750. De P11 vormde met de Matchless G15 een eeneiige tweeling, en soms werd een Matchless G15 ook als Matchless P11 verkocht.

##### N15
De N15 uit 1964 leek op zijn verre voorvader, de N15 Nomad uit 1958, en ook op de P11 Ranger, maar was feitelijk identiek aan de Matchless G15 CS én de AJS Model 33 CSR. Dit waren allemaal scramblers die geproduceerd werden uit dezelfde onderdelen, met het Norton Atlas 750 cc-blok en het Matchless G15-frame. De N15 ging in 1968 weer uit productie.

##### Commando modellen
Om het merk Norton een sterkere marktpositie te geven, met name tegenover de zeer populaire Triumph Bonneville modellen, besloot de eigenaar van Norton-Villiers, Dennis Poore, om een ontwikkelingsteam samen te stellen dat een heel nieuwe zware twin zou ontwikkelen. Financiën waren er nauwelijks en het was duidelijk dat de merken AJS en Matchless de kar niet konden trekken. In 1948 had Norton nog geweigerd de 500 cc paralleltwin Model 7 van Bert Hopwood in productie te nemen, maar uiteindelijk had het blok via de 500, 600 en 650 cc Dominators en de 750 cc Atlasmodellen het merk door de jaren vijftig en zestig gesleept, en het kreeg nieuwe leven ingeblazen toen de Commando op de tekentafel lag. Het ontwikkelingsteam bestond uit de voormalige Rolls Royce ingenieur Dr. Stefan Bauer, chefconstructeur Bernard Hooper (ex-AMC) en assistent Bob Trigg (ex-Villiers). Zij stonden voor de taak als eerste de trillingen die de Atlasmodellen plaagden op te lossen. De simpelste oplossing was geweest het blok in rubber silent blocks op te hangen, maar ze besloten het rigoureus aan te pakken en ontwikkelden het Isolastic-systeem, waarbij het blok via rubbers was opgehangen, maar niet zijdelings kon bewegen en tevens wisten ze de kettingspanning constant te houden. Het Featherbed frame werd door Bauer verworpen en hij ontwierp een nieuw dubbel wiegframe met een enkele bovenbuis. De Villiers fabriek in Wolverhampton zou de motorblokken gaan produceren, de frames werden in Manchester gemaakt en alles werd naar Woolwich gebracht voor de assemblage. Toen de fabriek in Woolwich in 1968 werd onteigend verhuisde het bedrijf naar Andover (Hampshire). De testafdeling kwam in een hangar op het vliegveld van Thruxton terecht. In Wolverhampton werden nu ook 80 complete motorfietsen per week geproduceerd. De aanvankelijk 60 pk sterke Commando was sneller dan de concurrentie van Triumph en BSA en werd door het toonaangevende blad MCN (Motor Cycle News) vijf jaar lang (van 1968 tot en met 1972) verkozen tot "Motorcycle of the Year". Dat moet een enigszins chauvinistische keuze zijn geweest, geheel voorbijgaand aan het succes van de Honda CB 750 en de Kawasaki Z 1 900.

##### Commando 750 en 750 Fastback
De 745 cc Commando werd in september 1967 tijdens de Earls Court Show in Londen aan het publiek getoond. Het was een modern ogende machine, die dankzij het Isolastic systeem zeer comfortabel te berijden was. Het motorblok was nog steeds dat van de Atlas, maar naar voren gekanteld. De machine was voorzien van een glasfiber tank. Ondanks het moderne uiterlijk was de techniek feitelijk vreselijk ouderwets: men gebruikte nog steeds een lange slag stoterstangenmotor (boring × slag 73 × 89mm) en een losse (pre unit) versnellingsbak. In April 1968 was de eerste productieserie klaar. De machines hadden echter last van doorbuigende frames, en voor het modeljaar 1969 werd een nieuw frame ontwikkeld. De Commando kreeg in dat jaar ook de toevoeging "Fastback".

##### Commando 750 S
In 1969 kwam de Commando S op de markt. Dit model was nog meer gericht op de Amerikaanse markt, en had swept back pipes die beiden aan de linkerkant zaten en een kleine 11 liter tank, waardoor het meer een offroad-uiterlijk kreeg.

### Jaren zeventig

#### Overname van BSA-Triumph en faillissement

##### Commando 750 Roadster
De Roadster werd in 1970 uitgebracht. Het was weliswaar een opgewaardeerde "S", maar de swept back pipes waren weer vervangen door lage exemplaren met omhooggebogen demperstukken. Feitelijk was de roadster een gewone toermotorfiets, zonder het glasfiber "kontje" dat de eerste Commando's hadden. Net als de "S" was de Roadster voor de Amerikaanse markt bedoeld.

##### Commando 750 Fastback Mk2
De Commando Fastback Mk2 uit 1970 was slechts licht gemodificeerd ten opzichte van zijn voorganger. Hij had aluminium hendels, een gewijzigde middenbok en een ander kettingscherm. Wel opvallend was de schijfrem die in dat jaar ook op de productieracer werd geïntroduceerd.

##### Commando 750 Interpol
Rond 1970 huurde Norton Neale Shilton in. Hij was de voormalig "Police sales manager" van Triumph. Ondanks de scepsis en soms zelfs tegenwerking van sommige leden van het Norton management ontwikkelde hij een politiemotor op basis van de Norton Commando. Door de slecht lopende verkoop van de motorfietsen was de productie van politiemotoren hard nodig om de fabriek draaiende te houden tegen het einde van de jaren zeventig. De machine kreeg de typisch Britse kuip, de Avon Avonaire, die ook gebruikt was op de BSA A65L Lightning die bekend was van de Bondfilm Thunderball, maar in de jaren zeventig al vrij ouderwets was. De politie eiste wel een metalen tank, waardoor een oude tank voor een slimline frame (van de Dominator) werd gebruikt, met een aangepaste bodemplaat voor het Commando frame. Op de tank kwam het verbindingssysteem, een vierkante kast voorzien van een telefoonhoorn. De kofferset kwam van het merk Craven, dat in het Verenigd Koninkrijk algemeen gebruikt was, maar ook al, zeker in vergelijking met de Duitse Krauser koffers, belachelijk ouderwets was en met enorm veel bouten, moeren, klemmen en afstandsbussen gemonteerd moest worden. Bovendien waren de zijkoffers onhandige "bovenladers" met een zeer kleine inhoud. De Britse regering deed er echter alles aan om binnenlandse producten te promoten en verbood simpelweg het gebruik van buitenlandse exemplaren.
In 1971 verschenen vier nieuwe modellen:

##### Commando 750 productieracer
De productieracer had een schijfrem in het voorwiel, een tophalf kuip en een opgevoerd 750 cc-motorblok. De machine was - af fabriek - knalgeel gespoten en kreeg de bijnaam "Yellow Peril" (Gele gevaar). Veel "gewone" Commandos werden door klanten, maar ook door gespecialiseerde bedrijven (zoals Dunstall) gemodificeerd naar de specificaties van de productieracer, uiteraard streetlegal, met verlichting en kenteken. Norton zélf bracht echter ook een street legal versie uit, gebaseerd op de echte productieracer, met een teruggetunede motor. De productieracer had net als de 750 S twee swept back pipes aan de linkerkant.

##### Commando 750 S(treet) S(crambler)
De Street Scrambler was feitelijk de "offroad" 750 S, in licht gewijzigde vorm: de swept back pipes, die aanvankelijk beiden links zaten, waren nu aan weerszijden van de motorfiets aangebracht. De Street Scrambler werd ook wel kortweg "750 SS" genoemd.

##### Commando 750 Fastback Long Range
De 750 Fastback Long Range had een grotere actieradius door zijn grotere tank. Die hoefde niet speciaal gemaakt te worden, want het was de metalen tank, gemaakt van een Dominator tank met een Commando bodemplaat, die al was ontworpen voor de Interpol politiemotor.

##### Commando 750 Hi-Rider
De Hi-Rider was een volgende poging van het merk Norton om tegemoet te komen aan de wens van de Amerikaanse klanten. De Hi-Rider was een custom met een ape hanger stuur en een getrapt zadel, gemodelleerd naar de "Captain America" Harley-Davidson die Peter Fonda had bereden in de cultfilm Easy Rider. In Europa, waar alle Nortons als "sportief" te boek stonden, oogstte de machine nogal wat spot, maar hij bleef toch tot in 1975 in productie.

##### Norton-Villiers-Triumph
De BSA groep, bestaande uit Ariel, BSA, Triumph en het carrosseriebedrijf Carbodies kwam begin jaren zeventig in grote problemen en kreeg regeringssteun op voorwaarde dat het zou opgaan in de Norton-Villiers groep. Dennis Poore kreeg ook regeringssteun om de BSA groep in zijn concern op te nemen. Daardoor werd de naam "Triumph" aan deze groep toegevoegd, waarschijnlijk omdat Triumph het meest populaire en best verkopende merk was. De regering wisselde echter en de steun werd ingetrokken. Dennis Poore besloot de Triumph fabriek in Meriden te sluiten. Het bedrijf werd uiteindelijk overgenomen door het personeel en losgekoppeld van het concern. De merknaam "BSA" werd in 1976 verkocht en Carbodies bleef eigendom van Poore. Norton-Villiers hield ook de door BSA en Triumph ontwikkelde wankelmotoren aan de korte samenwerking over.

##### 750 cc Combat motor
In 1972 werd de 750 cc Commando motor opgewaardeerd, waardoor hij 65 pk (slechts 5 pk meer dan de oude motor) leverde. De motor had echter veel kinderziekten, zoals uitgelopen krukaslagers en gebroken zuigers. Deze problemen werden breed uitgemeten in de motorpers en deden het merk Norton uiteraard geen goed. Door de toepassing van de Combat motor kregen alle modellen er een volgende "Mark" (Mk) bij, zoals de Mk4 Fastback. De problemen met de Combat motor werden in 1973 opgelost door de cilinderinhoud op 828 cc te brengen, waardoor hetzelfde vermogen kon worden geleverd zonder de motor te veel te belasten.

##### Commando 750 Interstate
Na de Mk4 Fastback was de 750 Interstate het tweede model dat met de Combat motor werd uitgerust. Feitelijk verschilde de Interstate niet veel van de normale Roadster.

##### 828 cc-motor
Vanaf 1973 werden alle modellen, met uitzondering van de productieracer, voorzien van een 828 cc-motor, waarmee de problemen met de Combat motor werden opgelost. De Fastback serie, inclusief de "Long Range", ging uit productie.

##### Commando 850 Interstate
De Commando 850 Interstate kwam in 1973 in productie en zou tot aan het faillissement in 1975 in productie blijven. Toch wist Dennis Poore de curator te overtuigen van de bestaande onderdelen in de fabriek in Wolverhampton motorfietsen te blijven bouwen, op voorwaarde dat hij ze allemaal zou opkopen. Daarmee bleef de fabriek zelfs tot in 1979 produceren.

##### Norton Wulf prototype (Norton SPX)
In 1973 begon de ontwerper van de Commando, Bernard Hooper, aan de ontwikkeling van een 500 cc tweetaktmotor, die twee getrapte zuigers en cilinders had. Dunelt had in de jaren twintig al een dergelijk principe toegepast dat "Top Hat Piston" werd genoemd. Het ontwerp kreeg later de naam SPX, waarbij "SP" Stond voor "Stepped Piston". Het project werd door de grote financiële problemen waarin Norton-Villiers-Triumph kwam al snel losgelaten. Later zou de - door het personeel overgenomen - Triumph fabriek toestemming krijgen dit blok verder te ontwikkelen. Dennis Poore had meer belang bij de van de BSA groep afkomstige wankelmotor.

##### John Player Norton Commando 850
Begin jaren zeventig had Norton voormalig coureur Jack Perris ingehuurd om een raceteam op te zetten. Parris bouwde een 750 cc-racer op basis van de Commando met een vakwerkframe. Als rijders werden aanvankelijk Peter Williams, Dave Croxford en Mick Grant ingehuurd. In 1973 won Peter Williams er de Formula 750 TT van Man mee. In 1972 kreeg Mick Olfield, juist afgestudeerd op de kunstacademie, de opdracht een ontwerp voor een replica van de racemotor te verbeteren, vooral op ergonomisch gebied. Hij moest ook nog zo goedkoop mogelijk werken, want NVT maakte moeilijke tijden door. Hij ontwikkelde eerst een soort caféracer, maar toen het John Player Norton team ging deelnemen aan enduranceraces, waarvoor dubbele koplampen in de stroomlijnkuip gemonteerd werden, besloot hij over te schakelen op dit ontwerp. Omdat glasfiber tanks verboden waren, voorzag hij de machine van een 16 liter metalen tank met een fiberglas overtrek. De machine kwam op de markt met de in 1983 geïntroduceerde 828 cc-motor en was uiterlijk vrijwel identiek aan de enduranceracer, inclusief de John Player reclamekleuren.

##### Faillissement Norton-Villiers-Triumph
Zoals gezegd kwam Norton-Villiers-Triumph in 1973 in grote financiële problemen. Men leed zelfs een verlies van 3 miljoen Pond. Dennis Poore, vanaf 1974 verstoken van de beloofde regeringssteun waarmee hij de BSA groep had overgenomen, besloot de Triumph fabriek in Meriden te sluiten. Het personeel kwam in opstand en hield een sit-in die uiteindelijk twee jaar zou duren. Pas in 1977 kon de werknemerscoöperatie van Triumph, wederom met regeringssteun, een doorstart maken, losgekoppeld van Norton-Villiers-Triumph, dat hiermee ook ophield te bestaan. De merknaam BSA werd in 1976 verkocht, de carrosseriefabriek Carbodies en de naam "Norton" bleven eigendom van Manganese Bronze Holdings, het bedrijf van Dennis Poore, die in 1978 Norton Motors (1978) Ltd. in Shenstone oprichtte. In 1975 kregen de Nortons wel nog een startmotor, die echter slecht functioneerde en de accu snel leeg trok. In hetzelfde jaar, toen alleen nog de Mark 3 Interstate en de Roadster geproduceerd werden, eiste de Britse regering geleend geld terug en verleende ook geen exportkredieten. Daardoor werd de productie van deze laatste modellen, nu export onmogelijk was geworden, al snel beëindigd.

##### Wankel prototype
Al in 1964 was men bij Triumph begonnen met de ontwikkeling van een wankelmotor. Er was al een rijdend prototype geweest, maar in 1969 had Triumph, dat deel uitmaakte van de BSA groep, de ontwikkeling versneld als antwoord op de opkomst van de Honda CB 750. Van een verkooprijp model was het niet meer gekomen, en de wankelmotor verdween al voor de samenvoeging met Norton-Villiers van het toneel. Tijdens de Internationale Fahrrad- und Motorrad-Ausstellung (IFMA) in Keulen in 1974 werden een groot aantal - toen nog - sensationele modellen getoond, zoals de Honda GL 1000 GoldWing, maar ook een aantal modellen met wankelmotoren: de Van Veen OCR 1000, Sachs/Hercules W 2000 en de Suzuki RE 5. De Triumph tweeschijfs wankelmotor werd ook getoond, onder de naam "Norton Triumph". Het was alleen een motorblok, waarvan al bekend was dat het nog niet productierijp was en vooral leed onder oververhittingsverschijnselen bij topprestaties. Op deze manier kon Norton-Triumph aantonen dat het in elk geval nog bestond en aan nieuwe ontwikkelingen werkte.

### Jaren tachtig

#### Wankelmotoren

##### Norton Motors (1978) Ltd., Shenstone
Bij deze nieuwe vestiging werden de bekende Norton-wankelmotoren van 588 cc doorontwikkeld en gebouwd. De laatste exemplaren van de Norton Commando 850 Interstate werden in Wolverhampton geproduceerd uit overgebleven onderdelen, maar daarna was het - voorlopig - afgelopen met de Commando. De machine was inmiddels hopeloos verouderd. De stoterstangentwin moest het opnemen tegen Japanse viercilinders met bovenliggende nokkenassen en geïntegreerde (unit construction) versnellingsbakken, maar ook tegen de vernieuwde BMW's. Inmiddels was bijvoorbeeld de BMW R 100 RS gepresenteerd, een sporttoerer voorzien van een volledige stroomlijnkuip. The Meriden Motorcycle Co-Operative, de werknemerscoöperatie van Triumph, overleefde de Norton Commando zelfs ruim (tot 1983).
De wankelmotoren waren een erfenis van de BSA groep, die al in 1964 was begonnen met de ontwikkeling ervan. Het ontwikkelingsteam wist Dennis Poore echter te overtuigen dat de wankelmotor wel degelijk levensvatbaar was, en hij besloot in 1978 een doorstart met het merk Norton te maken. Er werden zowel lucht- als vloeistofgekoelde motoren gemaakt, waarbij de vloeistofgekoelde eenschijfsmotoren onder andere voor doelvliegtuigjes voor luchtdoelgeschut werden gebruikt, maar ook als inbouwmotor voor hovercrafts. De luchtgekoelde tweeschijfsmotoren zouden in motorfietsen worden gebouwd. Het frame was daarom een monocoque constructie, want de koellucht moest dóór het frame via twee papierfilters naar de rotors geleid worden, om ook het inwendige van de motor te koelen.

##### Norton-Yamaha
Voordat de motorfietsen productierijp waren, werden Nortons met Yamaha-blokken gebouwd. Ook verscheen de Yamaha HL 500 crossmotor, die in de Norton-fabriek in Shenstone werd geproduceerd op basis van het viertakt-motorblok van de Yamaha XT 500. Eind 1985 kwam er berichten dat Norton een kwart van zijn personeel zou ontslaan. Dat waren 15 van de 60 werknemers. Bij Norton werkten nog steeds ca. 10 mensen aan het Wankel-project, waarmee de Britse politie inmiddels experimenteerde. Er werden ook nog steeds onderdelen voor de Commando 850 geproduceerd, naast draaiplateaus voor radarinstallaties voor Thorn EMI.

##### Interpol (P39)
Waarschijnlijk werden al rond 1981 de eerste proeven genomen met de luchtgekoelde 588 cc wankelmotor, ingebouwd in politiemotoren onder de naam Interpol met als "werkaanduiding" P39.

##### Interpol 2 (P41)
Halverwege de jaren tachtig werden de eerste Interpols, inmiddels met de typeaanduiding "Interpol 2" aan de Britse politie, de Militaire Politie van de Royal Air Force en de RAC geleverd. De ouderwetse Avonaire stroomlijnkuip van de Commando Interpol was vervangen door een omgebouwde BMW R 100 RT kuip. Er deden zich echter een aantal problemen voor met de machines, zoals interferentie van het verbindingssysteem door de elektronische brandstofinjectie, waardoor de motor kon afslaan als de spreeksleutel werd ingedrukt. Bij warm weer raakte de luchtgekoelde motor oververhit, waardoor een temperatuurgevoelige schakelaar één rotor uitschakelde. Daardoor werd de andere rotor nog veel warmer, waardoor de enige optie was de motor stil te zetten en te laten afkoelen. De kabelboom was op de eerste modellen te kort waardoor een connector binnen in de stroomlijnkuip kon afbreken als het stuur in de uiterste stand werd gedraaid.

##### Interpol 2A
Om de problemen met de luchtgekoelde motoren op te vangen werden de modellen die tegen het einde van de productie in 1989 werden geleverd voorzien van de vloeistofgekoelde motoren van de Norton Commander. Toen de Commander modellen op de markt kwamen werden de machines voor de overheidsdiensten door de Commander P52 vervangen.

##### Classic (P43)
In 1987 produceerde Norton de eerste "burger" uitvoering van de wankelmotor, de "Classic", die nog een luchtgekoelde motor had en slechts in één kleur, zilvergrijs, leverbaar was. Hoewel eind 1987 gemeld werd dat de eerste serie van 100 stuks "binnen de kortste keren uitverkocht" was, werden er niet méér gebouwd.

##### Norton Group PLC
In 1987 nam Philippe LeRoux samen met een aantal investeerders het merk Norton over van Dennis Poore en Manganese Bronze Holdings. Het bedrijf heette nu Norton Group PLC. LeRoux werd voorzitter van de raad van bestuur. Door deze overname kwam ook Brian Crighton terug naar Norton. Deze voormalige coureur had al van 1984 tot 1986 voor het bedrijf gewerkt, maar was teleurgesteld vertrokken toen zijn pogingen om een racemotor te bouwen op basis van de wankelmotor geen gehoor vonden. Onder LeRoux kon hij zijn plannen wél uitwerken. Al snel stelde het Department of Trade and Industry een onderzoek naar de financiële handel en wandel van LeRoux en zijn mede-investeerders. LeRoux legde hierop zijn functie neer.

##### Commander (P52) en Commander (P53)
De Commander kwam eind 1988 op de markt in twee versies: de P52 als opvolger van de Interpol politiemotor, met een enkel zadel, en de P53 als burgeruitvoering, met een duozadel. Beide modellen waren voorzien van een nieuw ontworpen stroomlijnkuip waarbij nog een klein beetje "leentjebuur" was gespeeld bij BMW (in elk geval voor de richtingaanwijzers en waarschijnlijk voor de ruit). Ook Yamaha leverde een aantal belangrijke onderdelen, zoals de gietwielen, de telescoopvork en de instrumenten. De kofferset was nu geïntegreerd in de stroomlijn, waardoor de machine een strak en modern uiterlijk kreeg. Het systeem was echter onpraktisch, omdat de kofferset niet afgenomen en meegenomen kon worden. Daarom kreeg de laatste versie van de P53 een andere stroomlijn met afneembare Krauser K2 koffers.

##### RC 588
In 1988 namen Simon Buckmaster en Trevor Nation met de RC 588 deel aan de TT van Man. Het eerste raceseizoen in nationale Britse Formule 750 wedstrijden verliep aanvankelijk slecht, maar naarmate het seizoen vorderde werden de prestaties beter en uiteindelijk won gastrijder Andy McGladdery de eerste wedstrijd voor de Norton wankelmotor. Al snel meldde de voormalige sponsor John Player zich opnieuw, zodat het raceteam op professionele wijze kon worden opgezet. Stuwende kracht achter de RC 588 racemotor was Brian Crighton, die ook pleitbezorger was geweest voor de verdere ontwikkeling van de wankelmotoren, maar in 1986 Norton teleurgesteld had verlaten. Na de overname door LeRoux was hij teruggekeerd.

##### RCW 588
In 1989 zette Norton de machine in in het F1 wereldkampioenschap. De machine had nu waterkoeling en kreeg de naam RCW 588, waarbij de "W" stond voor "Water cooled". Het reglement van de FIM schreef voor viercilinders een maximale cilinderinhoud van 750 cc voor, voor tweecilinders was dat 1000 cc. Via een vermenigvuldigingsfactor van 1,7 mocht een tweeschijfs wankelmotor 588 cc kamerinhoud hebben. Dat kan geen toeval geweest zijn. De machine leverde aanvankelijk 135 pk, maar aan het einde van het seizoen werd al een vermogen van 152 pk geclaimd. De machine had een aangepast Spondon frame. De successen bleven vooralsnog beperkt tot de nationale races, met overwinningen en twee Britse titels voor Steve Spray in de Britse Formule 1 wedstrijden en de Shell Oils Supercup. Crighton had in 1990 plannen om een 500 cc-versie van de motor te laten homologeren voor de 500 cc Grand Prix' en nam proeven met de zijspanracer van Colin Rust en Tony Hewitt. John Player Norton Racing kreeg in 1991 toestemming van de FIM om aan een aantal Grand Prix' deel te nemen met de RCW 588. Ron Haslam behaalde op die manier een twaalfde plaats in de Grand Prix van Donington Park.

##### F1 (P55)
Eind 1989 kwam de Norton F1 op de markt. De machine was afgeleid van de RCW 588, maar had een meer Deltabox-achtig aluminium kokerbalkenframe. De machine was gespoten in zwart/goud, de inmiddels bekende John Player sponsorkleuren. Hij leverde 95 pk en ging liefst 49.950 gulden kosten. Ter vergelijking: een 110 pk sterke Suzuki GSX-R 750 kostte 20.000 gulden. De oude Triumph versnellingsbak, die nog in de Triumph Trident was gebruikt, was eindelijk vervangen door een beter exemplaar, dat van "hofleverancier" Yamaha (de FZR 1000) werd betrokken. Doordat deze versnellingsbak slechts twee assen kende in plaats van de drie van Triumph, moest de draairichting van het blok worden omgedraaid en draaiden de rotors nu dus achteruit. De F1 had ook twee nieuwe Mikuni 34 mm valstroomcarburateurs, waardoor het blok smaller gebouwd was. Als bijkomend voordeel van de omgekeerde draairichting van de motor was het inlaattraject korter geworden. De uitlaten werden juist langer waardoor de motor ook stiller werd. Toch moest de inlaatlucht een lange weg afleggen: eerst door de rotors om deze te koelen, van daaruit naar een verzamelkamer en dan via de carburateurs naar de verbrandingskamers. Daardoor warmde de lucht ook sterk op (tot ca. 100 °C), waardoor veel vermogen verloren ging. Hoewel de motor in wegracereglementen werd beschouwd als een 1000 cc tweecilinder, vergeleek Norton hem wijselijk met 588 cc-motoren, zodat het beperkte vermogen enigszins verbloemd werd. De motor was ontworpen door Seymore & Powell in Londen en was qua formaat en compactheid vergelijkbaar met een 600 cc sportmotor. Behalve de versnellingsbak had Yamaha ook gezorgd voor het instrumentenpaneel, de bedieningshandels, de stuurschakelaars, de remcilinders, de hydraulische koppelingsbediening en het injectiesysteem voor de tweetaktolie, dat nodig was vanwege het total loss smeersysteem. Men plande voor 1990 een productie van 500 stuks, waarbij vooral op Japanse klanten gerekend werd.

### Jaren negentig

#### Norton als handelswaar
Al in 1991 gingen er geruchten over een overname van Norton. Hierbij werd onder andere Cagiva genoemd. Norton probeerde echter te overleven door de "straatmodellen" Commander en F1 drastisch te wijzigen. De modellen werden veel soberder uitgevoerd, met goedkopere materialen, waardoor de Commander 10% en de F1 zelfs 30% goedkoper werd. De dure Upside Down-voorvork en de Brembo remmen van de F1 bleven weliswaar gehandhaafd, maar alleen om de bestaande voorraden op te maken. De productie van de Commando reservedelen werd beëindigd.

##### F1R productieracer
Eind 1990 toonde Norton op de Birmingham Bike Show de eerste van een kleine serie productieracers, die 130 pk leverden en door klanten konden worden ingezet in Formule 1 en Superbike races. Er werd ook gerept over een "kale" versie van de Commander, zonder stroomlijnkuip die in een gelimiteerde serie van 100 stuks geproduceerd zou gaan worden.

##### Marktvergelijking 1991
In 1989 was men nog voornemens om 400 Commanders per jaar te produceren. Ze waren echter nauwelijks te verkopen. Wie op rationele gronden een motorfiets wilde kopen, kon met geen mogelijkheid bij het merk Norton uit komen. De Commander en de F1 hadden als voordeel dat ze trillingvrij liepen en dat ze een bijzonder (zescilinder) geluid maakten, maar nadelen waren er meer:
- Het geleverde vermogen en de gebruiksvriendelijkheid stonden in geen enkele verhouding tot de prijs van de machines, zeker vergeleken met producten van de concurrentie. Voor veel minder geld kon men een veel betere toermotorfiets dan de Commander en zelfs twee veel sterkere sportmotoren dan de F1 kopen.
- De Commander was lang niet zo "exclusief" als de fabriek deed vermoeden. Het was een allegaartje van Norton, BMW en Yamaha onderdelen. Bij de F1 was nog meer gebruikgemaakt van Yamaha onderdelen.
- Inherent aan het wankel principe was de total loss smering (een deel van de motorolie werd verbrand), die tot een olieverbruik van 1 liter op 1.000 km leidde. Dat was voor veel aspirant klanten niet acceptabel.
- Cardanaandrijving was inmiddels de norm voor toermotorfietsen, zeker in het duurdere segment, maar de Norton Commander had kettingaandrijving.
- Wankelmotoren in motorfietsen hadden steeds tot mislukkingen geleid. Dat was al gebeurd met de Hercules W 2000, de Suzuki RE 5 en de Van Veen OCR 1000, terwijl MZ, Yamaha en zelfs BSA/Triumph niet verder dan prototypes gekomen waren.

| Toermodellen               | Koppel  | Vermogen | Topsnelheid | Gewicht | Prijs (1991) |                    | Sportmodellen | Koppel | Vermogen   | Topsnelheid | Gewicht  | Prijs (1991) |
| -------------------------- | ------- | -------- | ----------- | ------- | ------------ | ------------------ | ------------- | ------ | ---------- | ----------- | -------- | ------------ |
| Norton Commander           | 75,4 Nm | 85 pk    | 192 km/h    | 235 kg  | ﬂ 34.950     | Norton F1          | 48 Nm         | 95 pk  | 245 km/h   | 192 kg      | ﬂ 49.950 |              |
| BMW K 100 LT               | 86 Nm   | 90 pk    | 215 km/h    | 263 kg  | ﬂ 26.950     | Ducati 851 Strada  | 87 Nm         | 105 pk | 240 km/h   | 199 kg      | ﬂ 33.990 |              |
| BMW K1                     | 100 Nm  | 100 pk   | 230 km/h    | 239 kg  | ﬂ 28.300     | Ducati 888 SP      | N.o.          | 128 pk | 250 km/h   | 188 kg      | ﬂ 44.990 |              |
| Ducati 906 Paso            | 82 Nm   | 88 pk    | 230 km/h    | 205 kg  | ﬂ 19,990     | Honda VFR 750 F    | 76,4 Nm       | 100 pk | 243 km/h   | 215 kg      | ﬂ 21.995 |              |
| Honda ST 1100 Pan European | 107 Nm  | 100 pk   | N.o.        | 284 kg  | ﬂ 24.995     | Kawasaki ZXR 750   | N.o           | 107 pk | N.o.       | N.o.        | ﬂ 20.498 |              |
| Kawasaki GTR 1000          | 98 Nm   | 110 pk   | 215 km/h    | 258 kg  | ﬂ 19.998     | Kawasaki ZXR 750 R | N.o.          | 121 pk | N.o.       | N.o.        | ﬂ 25.998 |              |
| Moto Guzzi 1000 SP III     | 78 Nm   | 72 pk    | 198 km/h    | 230 kg  | ﬂ 22.990     | Suzuki GSX-R 750   | 75 Nm         | 110 pk | N.o.       | 193 kg      | ﬂ 19.999 |              |
| Suzuki GSX 1100 F          | 114 Nm  | 136 pk   | 250 km/h    | 244 kg  | ﬂ 18.999     | Yamaha FZ 750      | 65,7 Nm       | 91 pk  | 230 km/uur | 181 kg      | ﬂ 16.999 |              |
| Yamaha FJ 1200             | 109 Nm  | 125 pk   | 243 km/h    | 243 kg  | ﬂ 19.999     | Yamaha FZR 750 R   | 77,5 Nm       | 121 pk | 255 km/h   | 187 kg      | ﬂ 45.000 |              |

##### Norton Motors (1993) Ltd.
In 1991 werd David McDonald bestuursvoorzitter in opdracht van de Midland Bank in een poging de schuld van ₤ 7.000.000 te saneren. Hij verkocht het bedrijf aan Wildrose Investments in Vancouver (Canada). Nelson Skalbania hervormde het bedrijf en noemde het "Norton Motors 1993 Ltd". Zijn dochter Rosanda werd algemeen directeur in de fabriek in Shenstone. Wildrose Investments probeerde Triumph en Norton motorfietsen terug te halen die door Norton-Villiers-Triumph aan een aantal musea waren uitgeleend. Er ontstonden problemen omdat verschillende musea ervan uitgingen dat de leningen permanent waren geweest. In 1994 werd Norton opnieuw doorverkocht, ditmaal aan de Aquilini Investment Group in Vancouver nadat Skalbania de leningen die hij had afgesloten om het bedrijf te kopen niet kon terugbetalen.

##### F1 Sport (P55B)
Joachim ("Joe") Seifert was als importeur voor Duitsland én eigenaar van de Europese merkrechten in 1991 al volop in de weer met de Norton Wankelmotoren. Hij stoorde zich aan een aantal problemen die waren opgetreden met de Norton F1. Om te beginnen waren er emissieproblemen, die bij de Commander niet voorkwamen. Daarnaast was de motorfiets erg oncomfortabel doordat de koellucht nauwelijks weg kon, waardoor de berijder het erg warm kreeg. Samen met constructeur Richard Negus zocht hij naar oplossingen voor deze problemen. Die oplossingen waren in de Norton fabriek voorhanden: de emissieproblemen werden opgelost door terug te grijpen naar de constant vacuüm carburateurs van de Commander en het bestaande plaatwerk van de wankel racemotoren. Negus en Seifert ontwikkelden samen een nieuwe versie van de F1, die in 1992 als F1 Sport met de fabrieksaanduiding P55B op de markt kwam.

##### NRS 588
De NRS 588 was de opvolger van de RCW 588 en werd in de seizoenen 1992 en 1993 ingezet in races. Het vermogen werd nog steeds opgegeven als "meer dan 135 pk", dat zal waarschijnlijk ca. 145 pk geweest zijn. Met de NRS 588 speelde Norton tot in 1994 een belangrijke rol in de Britse Nationale races. John Player ondersteunde het project tot 1992. Daarna werd de sponsoring van het raceteam overgenomen door smeermiddelenproducent Duckhams.

##### F2 Prototype
Er werd eind 1991 zelfs nog een prototype gepresenteerd, de Norton F2, die feitelijk een spaarversie van de F1 had moeten zijn, maar nooit in productie kwam. Er werd aanvankelijk gemikt op een prijs van ca. 35.000 gulden en later zelfs 28.000 gulden, een bedrag dat nog steeds in geen enkele verhouding stond tot de geleverde prestaties van de motor. In 1992 had het bedrijf een schuld van omgerekend 20 miljoen gulden. Van de geplande 1.000 motorfietsen waren er slechts 200 verkocht. Sinds 1990 mochten aandelen Norton al niet meer verhandeld worden, de inmiddels ontstane "Norton Group" werd opgesplitst in verschillende bedrijven, waarschijnlijk om te voorkomen dat de motorfietstak het hele bedrijf in zijn val zou meesleuren. Men maakte immers nog steeds wankelmotoren voor doelvliegtuigjes. In 1994 ging Norton failliet.

##### Norton Motorcycles Inc., Vancouver
In juli 1994 werd de naam Norton overgenomen (buiten Europa) door dit Canadese bedrijf, dat eigendom was van de Aquilini Investment Group. In 1995 gingen er geruchten over een ophanden zijnde 1000 cc V-twin, die 130 pk zou moeten leveren. Joe Seifert was in onderhandeling met Norton Motorcycles Inc. om de wankel afdeling te kopen. De productie van wankelmotoren werd al snel stopgezet, maar andere motorfietsen werden ook niet meer geproduceerd. In 1996 werd de reparatiewerkplaats in Shenstone gesloten. De service voor de klanten van wankelmotoren werd overgedragen aan Startright Motors in Leeds en Reg Allen Motorcycles in Acton (Londen). Norton Motorcycles Inc. concentreerde zich op de levering van lichte eenkamer wankelmotoren voor lichte vliegtuigjes.

##### Nemesis prototype
In 1998 werd door de Aquilini groep tóch een nieuwe Norton gepresenteerd: de 1500 cc-Nemesis, die in feite enkele jaren eerder ontwikkeld was voor March door Al Melling en zijn ontwerpbureau Melling Consultancy Design. March had indertijd ook al plannen voor een 750 cc superbike. De Nemesis zou een peperdure (30.000 Pond) maar spectaculaire motorfiets worden, voorzien van een 60°
vloeistofgekoelde V8 met dubbele bovenliggende nokkenassen waarvan de voorste cilinderrij 45° naar voren gekanteld was, met vier kleppen en drie bougies per cilinder. Verder had de machine een quickshifter en actieve vering. Het frame moest grotendeels van magnesium gemaakt worden. Men gaf toe dat de V8 nog nooit gelopen had, en het vermogen van 280 pk bij 14.000 tpm was dan ook min of meer uit de lucht gegrepen. Een goedkopere versie zou een aluminium frame en slechts één bougie per cilinder krijgen en "slechts" 235 pk leveren.

##### Commando, Atlas, Manx en International
Naast de beide Nemisis modellen had de Aquilini groep nog veel meer plannen: een 1500 cc V8 cruiser die de naam "Commando" zou krijgen, een 900 cc viercilinder sportmotor met de naam "Atlas", de genoemde 750 cc viercilinder superbike die de naam "Manx" zou krijgen en de eencilinder 600 cc "International".

##### Scepsis
Al met al was er weinig vertrouwen in Melling en de grote plannen van Norton Motorcycles Inc.
- Van de prototypes van March werd nooit meer iets vernomen. De March vestiging in Oxfordshire werd zelfs gesloten.
- De ontwerpopdracht voor de 1000 cc V-twin ging uiteindelijk naar het bedrijf MCM in Californië en de motorfiets had in september 1997 aan de pers gepresenteerd moeten worden. Bill Kniege, eigenaar van MCM verklaarde echter in 1998 dat Norton Motocycles Inc. hem nog 160.000 Britse ponden schuldig was. De V-twin is er dan ook nooit gekomen.
- Inmiddels werden er in de fabriek geen Nortons meer geproduceerd; de 12 personeelsleden hielden zich alleen bezig met de verkoop van onderdelen.
- Mellings reputatie was enigszins dubieus. Hij beweerde "waarschijnlijk het drukste ontwerpbureau ter wereld" te hebben, maar kon maar één tevreden klant noemen: het minuscule automerk TVR. Ontevreden klanten waren er meer: Tom Walkinshaw Racing had hem een proces aan gedaan (én gewonnen) omdat hij een besteld ontwerp voor een Formule1 motor voor Jaguar Racing zó slecht was, dat men had geweigerd te betalen. Petr-Karel Korous van MuZ had voor zijn geld slechts enkele onbruikbare tekeningen van een 750 cc V-twin ontvangen.
- Joe Seifert wilde in 1998 niets meer met Norton Motorcycles Inc. en de Aquilini groep te maken hebben, maar hij bezat wél de Europese rechten op de naam, waardoor de machines niet eens als "Norton" verkocht konden worden.
- De fabriek in Shenstone moest vóór de productie kon aanvangen gerenoveerd en gemoderniseerd worden.

Myron Calof, vicepresident van de Aquilini groep en Melling beweerden echter dat er elke dag nieuwe investeerders bij kwamen. Uiteindelijk is er echter nooit een rijdende motorfiets onder de leiding van de Aquilini groep verschenen. Joe Seifert kreeg eind 1999 nog de opdracht om de Combat 650 eencilinder te ontwikkelen, maar ook hier werd de geldkraan weer snel dichtgedraaid.

##### Norton Motors Deutschland
Norton Motors Deutschland was het bedrijf van importeur Joachim ("Joe") Seifert. Het was in 1989 opgericht als Norton Motors GmbH met als doel Duitstalig Europa van Norton motorfietsen en onderdelen te voorzien. Al snel ging men ook andere Britse onderdelen verhandelen, zoals Triumph onderdelen, Amal carburateurs en Norman Hyde accessoires.Volgens Seifert zelf werden de Norton wankelmotoren in zijn eigen bedrijf geschikt gemaakt voor de invoerkeuring en werd zelfs de allerlaatste Norton Wankel in Duitsland gebouwd. Dat is best mogelijk, want Norton Motors Deutschland was een dochteronderneming van Norton Motors (1978) Ltd., het bedrijf van Dennis Poore. In 1995 deed Seifert een poging om ook de Wankel-afdeling over te nemen van de Aquilini groep.
Feitelijk had Seifert de introductie van de motorfietsen van Norton Motorcycles Inc. in Europa kunnen blokkeren, als ze tenminste ooit gebouwd waren. Toen de naamrechten van het merk eind 2002 hun nut voor Norton Motors Deutschland verloren hadden, verkocht hij ze aan Kenny Dreer, die de overige rechten van Norton Motors Inc. had overgenomen en in de Verenigde Staten Norton Motors Gladstone had opgericht. In dit bedrijf had Seifert meer vertrouwen en hij ging er ook mee samenwerken. In 2003 verwierf Seifert de rechten en de bouwtekeningen van de Norton wankelmotoren.

##### C 652 M (International)
Toen er na het faillissement van Norton nergens aanstalten gemaakt werden om opnieuw Norton motorfietsen te gaan produceren, besloot Seifert dat zelf te doen. Hij bezat de naamrechten in de meeste Europese landen, exclusief het Verenigd Koninkrijk. De machine, de Norton C 652 M, was door Dave Pears ontwikkeld, had een Tigcraft frame en werd in Engeland bij Norton Motors Ltd., een dochteronderneming van Seifert, gebouwd. Het blok kwam echter uit een BMW F 650. Deze motorfiets was net op tijd klaar om in 1998, toen Norton 100 jaar bestond, op de markt te komen. De machine had moderne techniek, maar verwees in zijn styling enigszins naar de Nortons van de laatste jaren. De C 652 M kreeg later de naam "International", die beter aansloot op de Norton historie. Er werden ongeveer 100 machines geproduceerd tussen eind 1998 en begin 2000.

##### Norton Combat 650
In 2000 ging Seifert samenwerken met CCM om de Combat 650 te gaan bouwen, die voorzien was van een Rotax-blok. Seifert ontwikkelde de Norton Combat in opdracht én gefinancierd door Norton Motorcycles Inc. Hij kreeg de opdracht eind 1999 en bouwde een prototype. De machine was gebaseerd op de C 652 M, maar was moderner ontworpen, als "Norton voor de 21e eeuw". Net als bij het bedrijf MCM in Californië, dat van Norton Motorcycles Inc. opdracht had gekregen een 1000 cc V-twin te ontwikkelen, werd de geldkraan echter snel weer dicht gedraaid, volgens Seifert omdat de opdrachtgever failliet was.

##### Norton Motors Ltd.
Seifert registreerde het merk Norton Motors Ltd. in 1996 samen met Richard Negus, de laatste ontwikkelingsingenieur van Norton. Het doel van dit bedrijf was om de Norton klanten met wankelmotor niet in de steek te laten. Zij moesten immers voorzien worden van vervanginsonderdelen.

##### Andover Norton (International) Ltd.
In 2007 nam Joachim Seifert Andover Norton International Ltd. over van BSA Regal. Daarmee verkreeg hij ook alle tekeningen voor de Norton modellen én de onderdelen van vóór 1977. Andover Norton International Ltd. houdt zich bezig met de productie en verkoop van vervangingsonderdelen.

### Jaren nul

#### Nieuwe productie

##### VR 880 Commando prototype
In 2002 presenteerde Norton America (toen nog Vintage Rebuilds) de Norton VR 880 Commando, die voorzien was van een echt (weliswaar opgeboord) Norton tweecilinderblok.

##### Commando 952 prototype
In 2003 werd gemeld dat de machine 952 cc zou gaan meten, nu met een geheel nieuw blok. Eigenaar Kenny Dreer had de Europese merkrechten gekocht van Joe Seifert van Norton Motors Deutschland. De Amerikaanse en Canadese rechten werden gekocht van de Aquilini groep. Dreer deed een aantal serieuze pogingen zijn nieuwe Norton in productie te krijgen. In 2008 verkocht hij de wereldwijde merkrechten én de prototypes van de Norton 952 aan de Brit Stuart Garner. Dreer had hiermee ongetwijfeld veel voorwerk verricht voor de nieuwe Nortons die in 2010 op de markt kwamen.

### Jaren tien

#### Nieuwe productie

##### Norton Motorcycles Ltd, Donington Park
In oktober 2008 werd bekend dat Stuart Garner, een Brits zakenman en eigenaar van Norton Racing Ltd alle rechten had opgekocht van de namen Norton, Manx, Atlas, Commando en Dominator. Hij was intussen samen met Brian Crighton al enkele jaren bezig een nieuwe racemachine te ontwikkelen op basis van de 588 cc wankelmotor. Door de overname van Norton kwamen ook alle ontwerpen van de Norton wegmotor (die intussen Norton Commando 961 zou gaan heten) in het bezit van Garner. Er waren plannen om deze motorfiets in 2009 op de markt te brengen. Daarnaast zou er met de wankelmotoren weer geracet gaan worden, zouden reserveonderdelen gefabriceerd worden en er werd ook een Norton-kledinglijn opgezet. In 2010 verlieten de eerste nieuwe Norton Commando's de gloednieuwe fabriek in Donington Park. Garner had de carburateurs vervangen door brandstofinjectie om aan de Europese emissiestandaard te voldoen. De motortrillingen werden aangepakt en de ergonomie verbeterd. Het hele ontwerp werd opnieuw getekend, hoewel het uiterlijk grote overeenkomsten vertoonde met het ontwerp van Dreer. De motorproductie werd uitbesteed aan MCT (Menard Competition Technologies), een bedrijf dat is gespecialiseerd in racemotoren, waaronder Formule 1 motoren. Halverwege 2011 waren er nog slechts 110 exemplaren uitgeleverd, en veel klanten die al jaren geleden de volledige aankoopsom hadden overgemaakt wachtten nog steeds op hun motorfiets.

##### 961 motor
De 961 cc-motor is zoals alle voorgaande Commando's een luchtgekoelde stoterstangenmotor met twee kleppen per cilinder, uitgevoerd als dwarsgeplaatste staande twin. Opvallend is dat de lange slag motor is veranderd in een korte slag motor. De slag zelf is zelfs korter geworden, van 89 mm bij de oude Commando modellen naar 79 mm bij de huidige. De boring bedraagt 88 mm. Voor alle modellen wordt een vermogen van 59 kW (80 pk) bij 6500 tpm en een koppel van 90 Nm bij 5200 tpm opgegeven, hoewel een speciale race-uitlaat voor 5 pk extra kan zorgen.

##### Rijwielgedeelte
Het rijwielgedeelte bestaat bij alle modellen uit de dubbel wiegframe met een enkele bovenbuis. Die bovenbuis bevat tevens de olie voor het dry-sumpsysteem. Alle modellen hebben kettingaandrijving, een 17 liter tank en het droog gewicht wordt (ondanks de vele carbondelen van de 961 SE) opgegeven als 188 kg. Alle modellen zijn voorzien van de beste (en duurste) onderdelen, zoals Brembo remsystemen en Öhlins veerelementen. Ze zullen daardoor opnieuw in het duurdere segment van de markt terechtkomen. Er is geen antiblokkeersysteem leverbaar. Alle machines hebben een meervoudige natte platenkoppeling, vijf versnellingen en een eenpersoons zadel.

##### Commando 961 Sport
Ondanks de aanduiding "Sport" is dit het basismodel van Norton Motorcycles Ltd. Dat verklaart ook het ontbreken van een Upside Down-voorvork en radiale remklauwen bij dit model. De Commando 961 Sport is leverbaar in zwart/goud, rood/goud, geel/zwart en zilver/rood/zwart

##### Commando 961 Café Racer
De Café Racer wijkt uiterlijk af van de Sport door de flyscreen die op het stuur is aangebracht en heeft radiale Brembo remklauwen. Bovendien is dit het enige model met een Öhlins Upside Down-voorvork. Het kleurenschema is identiek aan dat van de 961 Sport.

##### Commando 961 SE
De "Special Edition" is volop voorzien van dure materialen. Volgens fabrieksopgave is hij voorzien van een Right Side Up telescoopvork, maar er bestaan ook afbeeldingen van dit model met de (duurdere) Upside Down-voorvork. Het model heeft radiale remklauwen en is ruim voorzien van koolstofdelen: beide spatborden, de nummerplaathouder, de koplamphouder en beide wielen. De 961 SE is uitsluitend leverbaar in zwart/goud.

##### NRV 588
Na het failliet in 1994 eindigden ook de race-activiteiten met de Norton wankels. Brian Crighton bleef echter aan de machines verknocht. In 2004 restaureerde hij Norton wankelmotoren voor het Britse National Motorcycle Museum. Het museum besloot hem financieel te ondersteunen om zijn droom, racen met Norton wankelmotoren, waar te maken. Crighton ontwierp een nieuw frame, dat opnieuw door Spondon werd gebouwd en de machine kreeg een carbonfiber stroomlijnkuip van Harris Performance. Het gewicht daalde tot slechts 130 kg, terwijl het vermogen dankzij moderne technieken op ca. 170 pk kwam. De machine had onder andere een fly-by-wire systeem. Stuart Garner, de tegenwoordige eigenaar van Norton, is ook enthousiast om de wankelmachines opnieuw aan de start van wegraces te brengen. Er zijn plannen om de kamerinhoud te verhogen naar 700 cc, waarmee een vermogen van 210 pk mogelijk moet zijn. Eventuele racesuccessen moeten dan weer geld genereren door de verkoop van productieracers. Stuart Garner persoonlijk reed al in 2009 met een wankelmotor op de Bonneville-zoutvlakte en haalde een snelheid van 278 km/h. Waarschijnlijk zal het NRV 588 project, nu Garner zich concentreert op de productie van de Norton Commando 961 modellen, voorlopig naar de achtergrond schuiven.

##### Works Racing Motor Cycles Ltd
Voor de productie van nieuwe Manx 30M (500 cc) en Manx 40M (350 cc) klassieke racers zocht Garner samenwerking met Patrick Walker, die in het verleden voor Norton, Jaguar Cars en Aston Martin werkte. Hij is eigenaar van Works Racing Motor Cycles Ltd, maar daarnaast ook van Maxsym Engine Technology Ltd in Banbury, dat motoren voor Jetskis en sneeuwscooters maakt.

##### Manx 30M en Manx 40M
In samenwerking met Norton Motors Ltd. levert Works Racing nieuwe Manx racers, die op verschillende terreinen verbeterd zijn. Omdat ze qua dimensies en uiterlijk gelijk moeten zijn aan klassieke racers om in de historische wedstrijden te worden ingezet, gaat het hierbij vooral om de materiaalkeuze. Zo wordt er meer gebruikgemaakt van aluminium delen. Glen English nam in 2010 deel aan het Bonhams British Historic GP Championship, waarin hij alle (6) wedstrijden won.

##### Pierre Terblanche
In januari 2011 werd de topontwerper Pierre Terblanche ingehuurd. Zijn vertrek naar Norton betekent min of meer automatisch dat het merk zich niet blijvend zal toeleggen op de productie van retro bikes. Terblanche is juist bekend van zeer moderne ontwerpen, onder andere voor Ducati, Cagiva en Moto Guzzi. Ook de samenwerking met Maxsym kan wijzen op modernisering. Maxsym levert op dit moment vloeistofgekoelde 500 en 600 cc tweecilinders die geschikt kunnen worden gemaakt voor gebruik in motorfietsen. Terblanche vertrok echter na enkele maanden.

## Trivia

### Spot- en bijnamen
- Norton (algemeen): The unapproachable (de ongenaakbare, min of meer officiële bijnaam)
- Norton 16H: Poor man's Norton
- Norton Commando productieracer: Yellow Peril
- Norton CS 1 (1927-1929): Cammy Norton (naar de bovenliggende nokkenas) en The cricket bat (de rechterkant van het blok, koningsas en cartercarter, leek in de jaren twintig op een slaghout).
- Norton Dominator modellen: Dommy
- Norton Model 40 (350 cc), Model 30 (500 cc) International: Inter
- Norton Wankelmotoren: Roton (Rotary Norton).